# Brooke's Point
Brooke's Point (Bayan ng Brooke's Point) är en kommun i Filippinerna. Kommunen tillhör provinsen Palawan och ligger på ön med samma namn. Folkmängden uppgår till 48 928 invånare.

## Barangayer
Brooke's Point är indelat i 18 barangayer.
| - Amas - Aribungos - Barong-barong - Calasaguen - Imulnod - Ipilan - Maasin - Mainit - Malis | - Mambalot - Oring-oring - Pangobilian - Poblacion I - Poblacion II - Salogon - Samariñana - Saraza - Tubtub |

## Bildgalleri

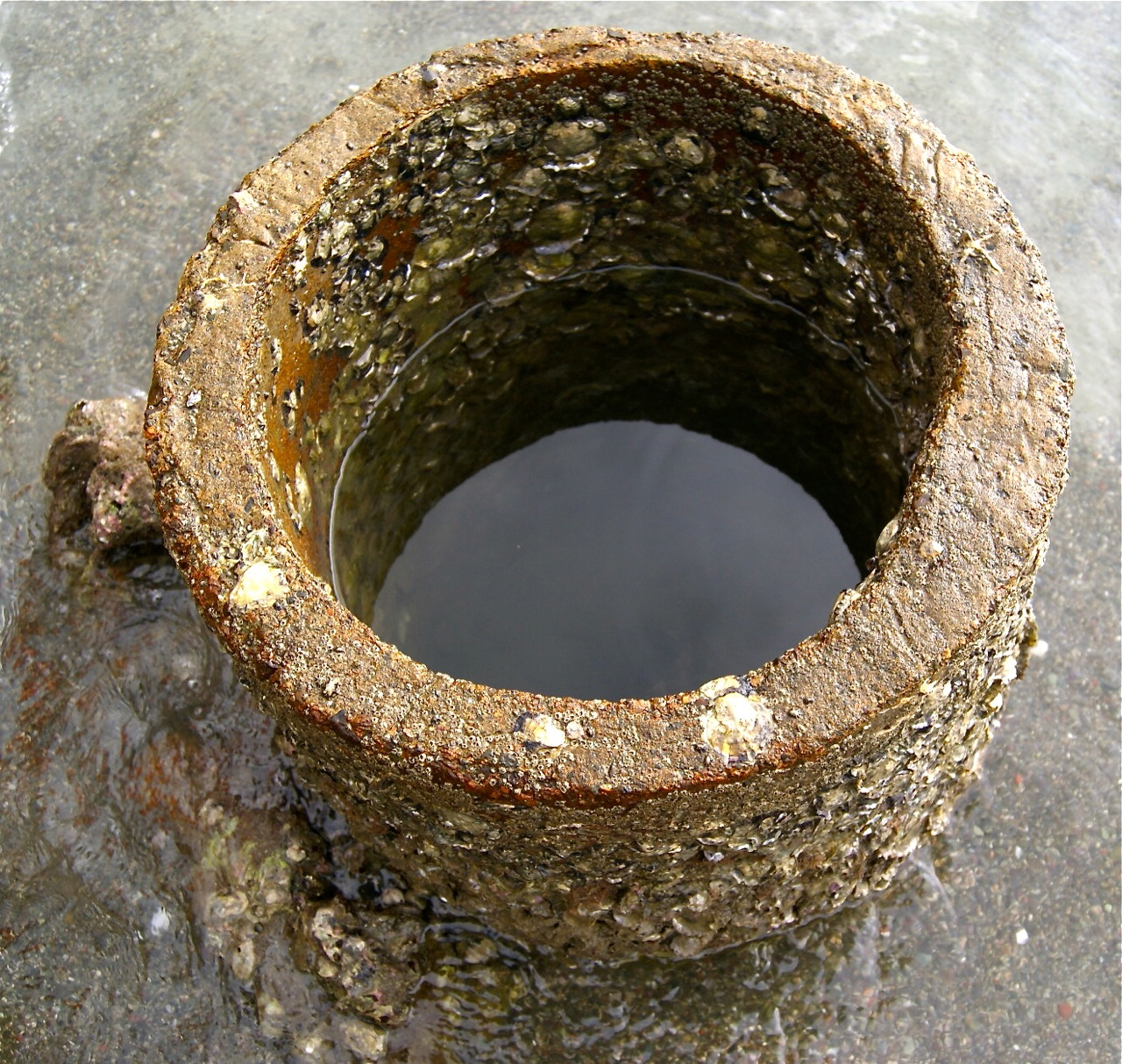